# Seijú

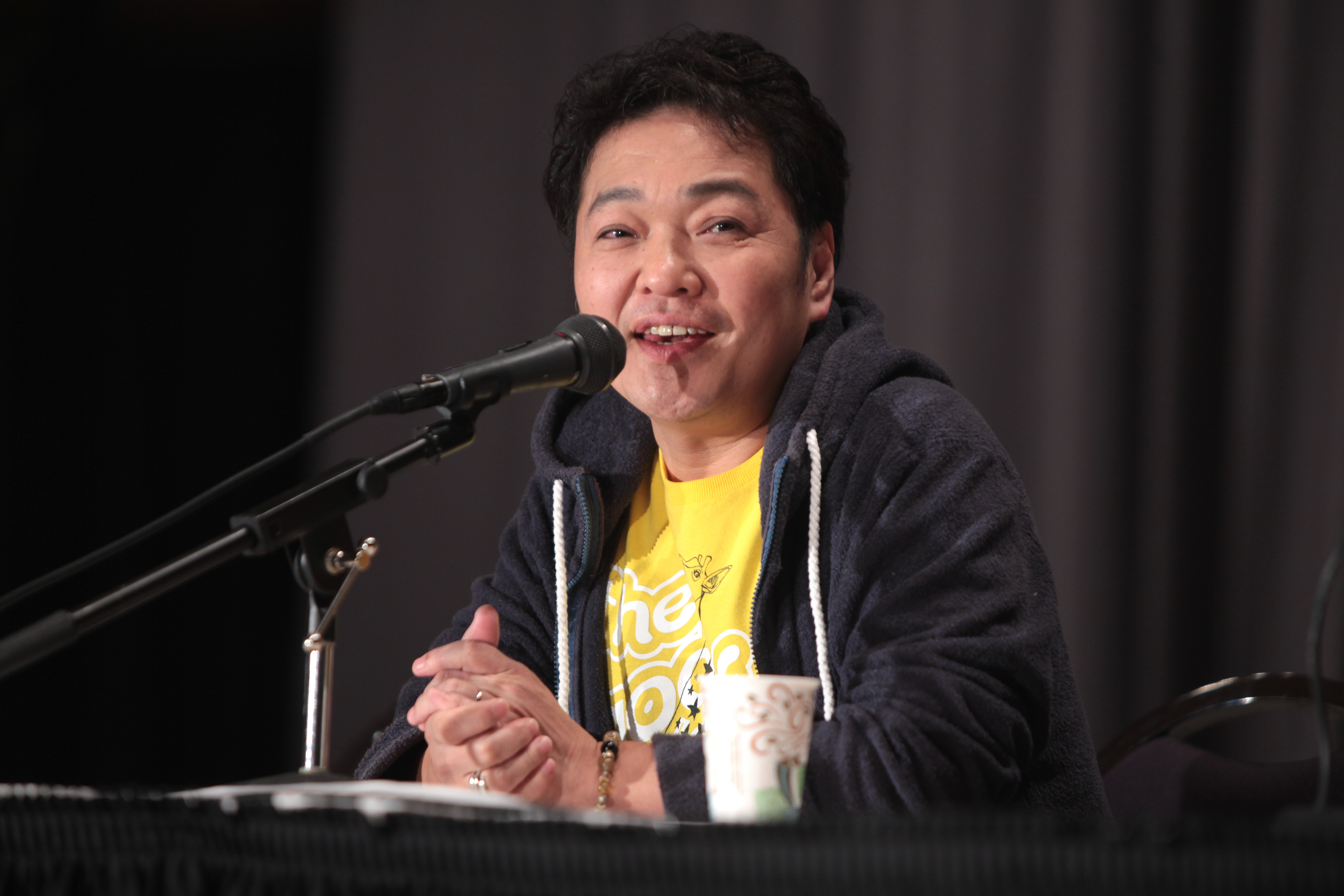
Kappei Yamaguchi, výrazný seijú

Seijú (声優, seiyū či seiyuu) je japonský hlasový herec či dabér, který účinkuje v rádiových hrách, anime, počítačových hrách a/nebo dabuje zahraniční filmy.
Termín seijú se většinou používá na domácí produkci anime a animovaný film tvořený v Japonsku.
Seijú jsou v Japonsku velice populární například Megumi Hajašibara, Kikuko Inoue, Aja Hirano, Aja Hisakawa či Rie Kugimija. Tyto osobnosti také mají své mezinárodní fankluby.

## Významní seijú a jejich role
- Keiko Han (Sailor Moon)
- Megumi Hajašibara (Neon Genesis Evangelion, Kovboj Bebop, Love Hina, Ranma ½ , Slayers)
- Kotono Micuiši (Sailor Moon, Neon Genesis Evangelion, Excel Saga)
- Ičiró Nagai (Sazae-san, Gundam, Dragon Ball)
- Rjótaró Okiaju (Bleach)
- Ikue Ótani (One Piece, Pokémon)
- Romi Paku (Fullmetal Alchemist, Naruto, 7 Samurai, Bleach, NANA, Ninja Scroll, Král šamanů)
- Mája Sakamoto (RahXephon, Soul Eater, Ouran High School Host Club)
- Rie Tanaka (Chobits)
- Kóiči Jamadera (Kovboj Bebop, Neon Genesis Evangelion, Ranma ½